# Alpena (Dakota del Sud)
Alpena és una població dels Estats Units a l'estat de Dakota del Sud. Segons el cens del 2000 tenia 265 habitants.

## Demografia
Segons el cens del 2000, Alpena tenia 265 habitants, 113 habitatges, i 78 famílies. La densitat de població era de 62 habitants per km².
Dels 113 habitatges en un 30,1% hi vivien nens de menys de 18 anys, en un 58,4% hi vivien parelles casades, en un 8% dones solteres, i en un 30,1% no eren unitats familiars. En el 28,3% dels habitatges hi vivien persones soles el 8,8% de les quals corresponia a persones de 65 anys o més que vivien soles. El nombre mitjà de persones vivint en cada habitatge era de 2,35 i el nombre mitjà de persones que vivien en cada família era de 2,82.
Per edats la població es repartia de la següent manera: un 24,9% tenia menys de 18 anys, un 6% entre 18 i 24, un 23% entre 25 i 44, un 28,3% de 45 a 60 i un 17,7% 65 anys o més.
L'edat mediana era de 41 anys. Per cada 100 dones de 18 o més anys hi havia 114 homes.
La renda mediana per habitatge era de 35.455 $ i la renda mediana per família de 38.000 $. Els homes tenien una renda mediana de 25.625 $ mentre que les dones 16.607 $. La renda per capita de la població era de 13.533 $. Entorn del 10,4% de les famílies i el 14,4% de la població estaven per davall del llindar de pobresa.

## Poblacions més properes
El següent diagrama mostra les poblacions més properes.